# Stephen Hunt
Stephen Hunt (Portlaoise, 1 augustus 1981) is een Iers voormalig betaald voetballer die als aanvaller speelde. Hij sloot in 2016 zijn actieve voetballoopbaan af bij Coventry City.

## Carrièrestatistieken
| Seizoen                        | Club                    | Land     | Competitie                      | Wed. | Goals |
| ------------------------------ | ----------------------- | -------- | ------------------------------- | ---- | ----- |
| 1999/00                        | Crystal Palace          | Engeland | Football League First Division  | 3    | 0     |
| 2000/01                        | Crystal Palace          | Engeland | Football League First Division  | 0    | 0     |
| 2001/02                        | Brentford               | Engeland | Football League Second Division | 39   | 4     |
| 2002/03                        | Brentford               | Engeland | Football League Second Division | 44   | 7     |
| 2003/04                        | Brentford               | Engeland | Football League Second Division | 41   | 11    |
| 2004/05                        | Brentford               | Engeland | Football League One             | 19   | 3     |
| 2005/06                        | Reading                 | Engeland | Football League Championship    | 38   | 2     |
| 2006/07                        | Reading                 | Engeland | Premier League                  | 35   | 4     |
| 2007/08                        | Reading                 | Engeland | Premier League                  | 37   | 5     |
| 2008/09                        | Reading                 | Engeland | Football League Championship    | 46   | 6     |
| 2009/10                        | Hull City               | Engeland | Football League Championship    | 27   | 6     |
| 2010/11                        | Wolverhampton Wanderers | Engeland | Premier League                  | 20   | 3     |
| 2011/12                        | Wolverhampton Wanderers | Engeland | Premier League                  | 24   | 3     |
| 2012/13                        | Wolverhampton Wanderers | Engeland | Football League Championship    | 12   | 1     |
| 2013/14                        | Ipswich Town            | Engeland | Football League Championship    | 23   | 0     |
| 2014/15                        | Ipswich Town            | Engeland | Football League Championship    | 17   | 0     |
| 2015/16                        | Coventry City           | Engeland | Football League Championship    | 5    | 0     |
| Totaal                         | Totaal                  | Totaal   | Totaal                          | 421  | 55    |
| Bijgewerkt op 13 februari 2018 |                         |          |                                 |      |       |

## Erelijst
Als speler
| Championship | 1x | 2005/06 |

| Competitie  | Winnaar | Winnaar | Runner-up | Runner-up | Derde   | Derde   |
| Competitie  | Aantal  | Jaren   | Aantal    | Jaren     | Aantal  | Jaren   |
| Ierland     | Ierland | Ierland | Ierland   | Ierland   | Ierland | Ierland |
| ----------- | ------- | ------- | --------- | --------- | ------- | ------- |
| Nations Cup | 1x      | 2011    |           |           |         |         |

Individueel
- Reading Player of the Year: 2007/08
- Hull City Player of the Year: 2009/10
- Football League Championship Team of the Year: 2008/09